# Сапосоа
Сапосоа (ісп. Saposoa) — місто в Перу, адміністративний центр провінції Уальяга.

## Географія
Лежить у північному Перу на одній з приток річки Уайяґа (басейн Мараньйону).

### Клімат
Місто знаходиться у зоні, котра характеризується мусонним кліматом. Найтепліший місяць — грудень із середньою температурою 26.4 °C (79.5 °F). Найхолодніший місяць — липень, із середньою температурою 24.5 °С (76.1 °F).
| Клімат Сапосоа          | Клімат Сапосоа | Клімат Сапосоа | Клімат Сапосоа | Клімат Сапосоа | Клімат Сапосоа | Клімат Сапосоа | Клімат Сапосоа | Клімат Сапосоа | Клімат Сапосоа | Клімат Сапосоа | Клімат Сапосоа | Клімат Сапосоа | Клімат Сапосоа |
| Показник                | Січ.           | Лют.           | Бер.           | Квіт.          | Трав.          | Черв.          | Лип.           | Серп.          | Вер.           | Жовт.          | Лист.          | Груд.          | Рік            |
| Середня температура, °C | 26,2           | 26,1           | 25,8           | 25,7           | 25,4           | 24,9           | 24,5           | 25,2           | 25,7           | 26             | 26,2           | 26,4           | 25,7           |
| Норма опадів, мм        | 104.5          | 118.9          | 157.2          | 124.3          | 85             | 59             | 51.7           | 54.1           | 81             | 121.5          | 115.2          | 89.1           | 1161.5         |
| Днів з опадами          | 14,6           | 14,9           | 15,1           | 13,2           | 12             | 9,5            | 9,8            | 7,8            | 10,5           | 12,9           | 12,7           | 13,6           | 146,6          |
| Вологість повітря, %    | 74.7           | 74.7           | 78.9           | 79.7           | 79.5           | 78.8           | 76.7           | 73.7           | 74.7           | 76.4           | 75.7           | 74.9           | 76.5           |
| ----------------------- | -------------- | -------------- | -------------- | -------------- | -------------- | -------------- | -------------- | -------------- | -------------- | -------------- | -------------- | -------------- | -------------- |
| Джерело: Weatherbase    |                |                |                |                |                |                |                |                |                |                |                |                |                |